# 전설 (음반)
《전설》은 2019년 3월 13일에 발매한 대한민국의 인디 록 밴드 잔나비의 두 번째 정규 음반이다. 이 음반은 잔나비가 지금과 같은 메인스트림의 위치에 오르게 되는데 크게 기여한 음반으로, 대한민국 인디신 역사상 가장 성공한 음반 중 하나로 보기에 부족함이 없는 음반이다.

## 배경
타이틀곡 〈주저하는 연인들을 위해〉는 2019년 멜론 차트 5월 월간 차트 1위에 오르는 등 폭발적인 성공을 거두었으며, 그 외에도 〈꿈과 책과 힘과 벽〉, 〈나의 기쁨 나의 노래〉, 〈DOLMARO〉, 〈투게더!〉 등 음 수록곡 상당수가 대중적인 성공을 거두었다. 그리고 〈주저하는 연인들을 위해〉가 2020년 제17회 한국대중음악상 시상식에서 올해의 노래상까지 수상하는 영예를 누렸다.

## 평가
| 전문가 평가 | 전문가 평가 |
| 평가 점수   | 평가 점수   |
| 출처        | 점수        |
| ----------- | ----------- |
| 이즘        | 3/별        |

전반적으로 고전 가요, 올드 팝들과 해외 록 밴드들의 음악에서 큰 영향을 받은 복고풍의 음악적 색깔은 그대로 유지하였지만 전작인 《MONKEY HOTEL》에 비해 비교적 로큰롤의 활기찬 분위기는 비교적 줄어들고 클래식의 비중이 커져 서정적이고 부드러운 느낌이 상당히 강해졌다. 특히 호불호가 갈릴 수 있었던 전작의 요소인 오버 프로듀싱이 살짝 줄어들어 청자의 입장에서 듣는 부담이 줄어들기도 하였다.

## 곡 목록
작사는 모두 최정훈이 맡았고, 작곡은 모두 최정훈, 김도형, 유영현이 맡았다.
| #   | 제목                            | 재생 시간 |
| --- | ------------------------------- | --------- |
| 1.  | 〈나의 기쁨 나의 노래 (Intro)〉 | 3:36      |
| 2.  | 〈투게더!〉                     | 3:06      |
| 3.  | 〈조이풀 조이풀〉               | 4:03      |
| 4.  | 〈거울〉                        | 3:20      |
| 5.  | 〈우리 애는요〉                 | 2:39      |
| 6.  | 〈DOLMARO〉                     | 3:54      |
| 7.  | 〈전설〉                        | 3:47      |
| 8.  | 〈주저하는 연인들을 위해〉      | 4:25      |
| 9.  | 〈신나는 잠〉                   | 3:42      |
| 10. | 〈나쁜 꿈〉                     | 4:52      |
| 11. | 〈새 어둠 새 눈〉               | 4:26      |
| 12. | 〈꿈과 책과 힘과 벽〉           | 4:57      |

## 인증
| 국가                                                     | 인증        | 판매량/출하량 |
| 다운로드                                                 | 다운로드    | 다운로드      |
| -------------------------------------------------------- | ----------- | ------------- |
| 대한민국 (KMCA)                                          | 플래티넘    | 2,500,000*    |
| 스트리밍                                                 |             |               |
| 대한민국 (KMCA)                                          | 2× 플래티넘 | 200,000,000   |
| *판매량을 기반으로 한 인증 · 스트리밍을 기반으로 한 인증 |             |               |